# La Alamedilla
|  | No s'ha de confondre amb Alamedilla. |

La Alamedilla (Almedilha, en portuguès), és un municipi de la província de Salamanca, Castella i Lleó, Espanya. Limita al Nord amb Espeja, a l'Est amb Puebla de Azaba, al Sud amb La Alberguería de Argañán i a l'Oest amb Sabugal. Almedilha és un municipi on tradicionalment encara es parla portugués.

## Demografia
En 2003 tenia 209 habitants, 107 homes i 102 dones, en una superfície de 19,34 km². La seua altitud és de 756 m sobre el nivell de la mar.